# Região Metropolitana do Agreste
A Região Metropolitana do Agreste é a segunda região metropolitana de Alagoas, criada em 1 de dezembro de 2009, pela Lei Complementar 27/2009. É formada por Arapiraca e mais 14 municípios, Belém, Campo Grande, Coité do Noia, Craíbas, Estrela de Alagoas, Feira Grande, Girau do Ponciano, Igaci, Jaramataia, Lagoa da Canoa, Olho d'Água Grande, Palmeira dos Índios, São Brás, São Sebastião, Tanque d'Arca, Taquarana e Traipu.

## Municípios
| Município          | Lei         | Área    | População 2009 | PIB (mil R$) (2006) | PIB per Capita (R$) | IDH-M 2000 |
| ------------------ | ----------- | ------- | -------------- | ------------------- | ------------------- | ---------- |
| Arapiraca          | LCE 27/2009 | 367,5   | 231.053        | 2.416.888           | 5.173               | 0,656      |
| Campo Grande       | LCE 27/2009 | 167,1   | 9.631          | 20.854              | 2.464               | 0,547      |
| Coité do Noia      | LCE 27/2009 | 88,9    | 11.110         | 26.161              | 1.921               | 0,569      |
| Craíbas            | LCE 27/2009 | 276,4   | 23.855         | 47.664              | 2.074               | 0,553      |
| Feira Grande       | LCE 27/2009 | 156,6   | 22.377         | 45.149              | 1.971               | 0,560      |
| Girau do Ponciano  | LCE 27/2009 | 504,3   | 39.657         | 74.569              | 2.415               | 0,535      |
| Jaramataia         | LCE 27/2009 | 104,1   | 5.718          | 18.455              | 2.700               | 0,580      |
| Junqueiro          | LCE 27/2009 | 221,6   | 25.073         | 71.242              | 2.847               | 0,615      |
| Lagoa da Canoa     | LCE 27/2009 | 103,3   | 18.566         | 42.327              | 1.840               | 0,580      |
| Limoeiro de Anadia | LCE 27/2009 | 335,8   | 28.244         | 53.281              | 1.915               | 0,569      |
| Olho d'Água Grande | LCE 27/2009 | 119     | 5.159          | 11.910              | 2.305               | 0,544      |
| São Brás           | LCE 27/2009 | 140,6   | 7.006          | 18.931              | 2.814               | 0,606      |
| São Sebastião      | LCE 27/2009 | 307     | 33.826         | 85.549              | 2.641               | 0,565      |
| Taquarana          | LCE 27/2009 | 167,2   | 19.725         | 42.179              | 2.449               | 0,583      |
| Traipu             | LCE 27/2009 | 701,7   | 27.488         | 47.243              | 1.968               | 0,479      |
| Total              |             | 3 761,1 | 508.488        | 3.022.402           |                     | -          |

## Nota
1. ↑  Com a lei complementar nº 30 de 15 de dezembro de 2011, o município de Tanque d'Arca foi excluído da Região Metropolitana do Agreste e passou a pertencer à recém-criada Região Metropolitana do Vale do Paraíba.
2. ↑  Com a lei complementar nº 32 de 5 de janeiro de 2012, os municípios de Belém, Estrela de Alagoas, Igaci e Palmeira dos Índios foram excluídos da Região Metropolitana do Agreste e passaram a pertencer à recém-criada Região Metropolitana de Palmeira dos Índios.
3. ↑  Com a lei complementar n° 49 de 24 de julho de 2019, os municípios de Tanque d'Arca, Taquarana, Traipu, Belém, Estrela de Alagoas, Igaci e Palmeira dos Índios voltaram a integrar a Região Metropolitana do Agreste, porém sem deixar de integrar as regiões metropolitanas do Vale do Paraíba e de Palmeira dos Índios. Com isso, os referidos municípios passaram a integrar simultaneamente duas regiões metropolitanas, conforme as notas 1 e 2.